# Benzatropine
La benzatropine ou le  mésilate de benzatropine (DCI, code DrugBank = APRD00748), mésylate de benztropine ou benztropine (USAN), commercialisée sous le nom de Cogentin, est un médicament anticholinergique principalement utilisé pour le traitement des :
- parkinsonisme médicamenteux, akathisie et dystonie aigüe ;
- maladie de Parkinson ;
- dystonie secondaire ou idiopathique.

La benzatropine est une drogue centrale agissant comme anticholinergique, action qui résulte de la combinaison du bicycle tropine de la molécule d'atropine et de la partie benzohydryl de la diphénhydramine. Des études sur l'animal ont montré que l'activité anticholinergique de la benzatropine est approximativement la moitié de celle de l'atropine, tandis que l'activité antihistamique approche celle de la pyrilamine. Ses effets anticholinergiques ont été établis comme thérapeutiquement significatifs pour le traitement du parkinsonisme.
La benzatropine s'oppose à l'effet de l'acétylcholine en diminuant le déséquilibre entre les neurotransmetteurs acétylcholine et dopamine, ce qui peut améliorer les symptômes en début de la maladie de Parkinson.

## Indications
La benzatropine est utilisée sur les patients pour réduire les effets secondaires des traitements neuroleptiques, indiqués contre le parkinsonisme et l'akathisie.
Elle est aussi un médicament de seconde ligne pour le traitement contre la maladie de Parkinson. Elle améliore les tremblements mais pas la rigidité. La benzatropine a aussi été utilisée quelquefois dans le traitement de la dystonie, un désordre rare qui provoque des contractions musculaires anormales.

## Effets secondaires
Ils sont principalement anticholinergiques :
- xérostomie ou bouche sèche ;
- vision trouble ;
- changements cognitifs ;
- constipation ;
- rétention urinaire ;
- tachycardie ;
- anorexie ;
- psychose en cas de surdosage.

Des études suggèrent que la prise d'anticholinergiques augmente le risque de dyskinésie tardive, un effet secondaire à long terme,.
D'autres études n'ont pas trouvé d'association entre la prise d'anticholinergiques et le risque de développer une dyskinésie tardive.